# Edgware Road
Edgware Road è una delle strade principali di Londra. La strada nacque come parte della Watling Street romana e, cosa insolita a Londra, corre per circa 14 chilometri in linea quasi perfettamente retta. Parte della moderna strada A5, Edgware Road assume nomi diversi nome nel corso della sua lunghezza, tra cui Maida Vale, Kilburn High Road, Shoot Up Hill e Cricklewood Broadway. Ciò nonostante, la strada è, nel suo insieme, conosciuta come Edgware Road, poiché è la strada che conduce a Edgware.
La strada va dal centro alla periferia di Londra: parte da Marble Arch nella Città di Westminster e si dirige a nord verso Edgware nel quartiere londinese di Barnet. È utilizzata come confine per quattro quartieri londinesi : Harrow e Brent a ovest e Barnet e Camden a est.

## Itinerario

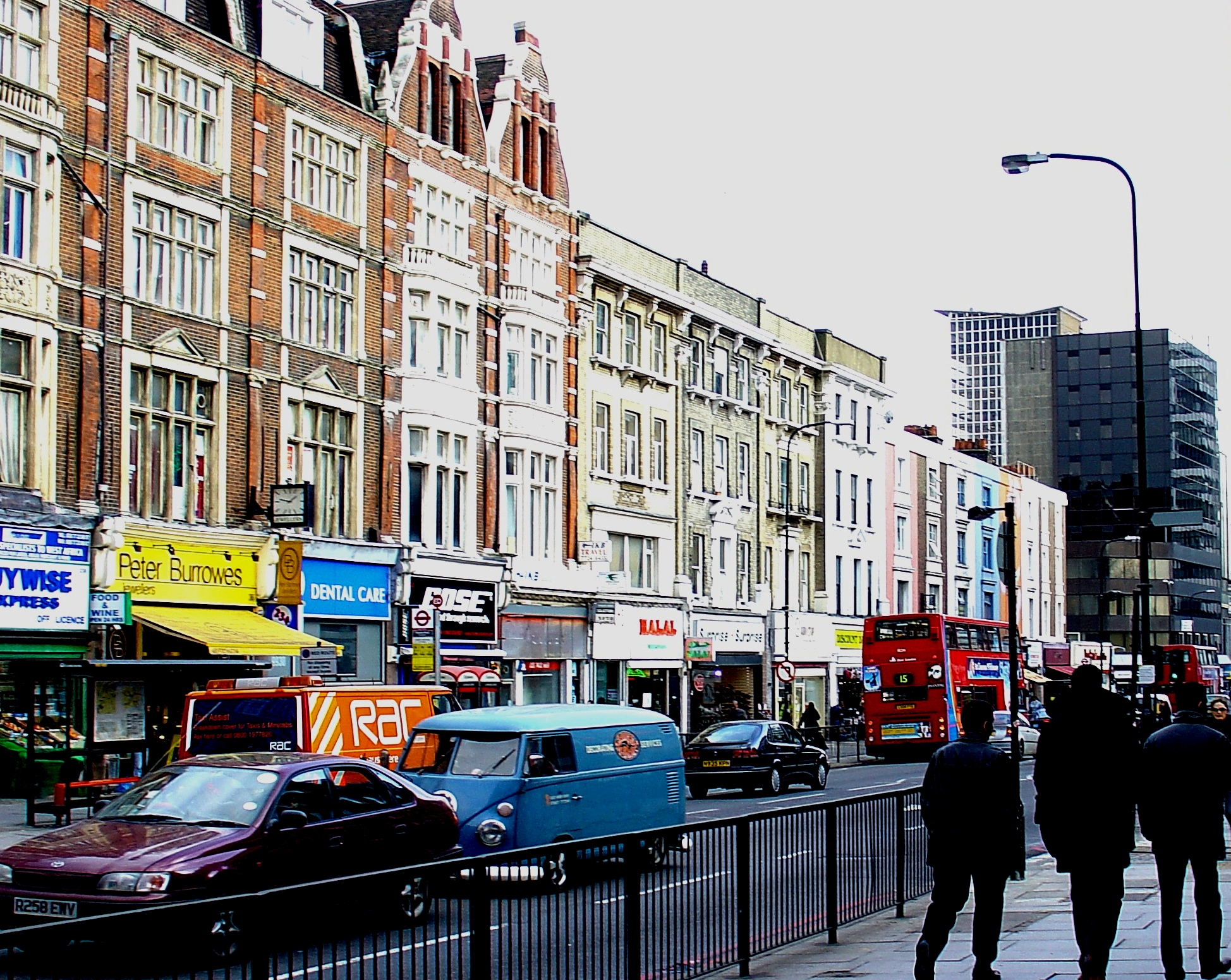
Edgware Road a Paddington

La strada corre a nord-ovest da Marble Arch a Edgware, alla periferia di Londra. Attraversa Harrow Road e Marylebone Road, passando sotto il cavalcavia di Marylebone. Quindi  passa per Maida Vale, Kilburn e Cricklewood, per poi attraversare la North Circular Road prima di West Hendon a Staples Corner. In seguito, la strada prosegue nella stessa direzione, attraverso Hyde, Colindale e Burnt Oak per poi raggiungere Edgware.

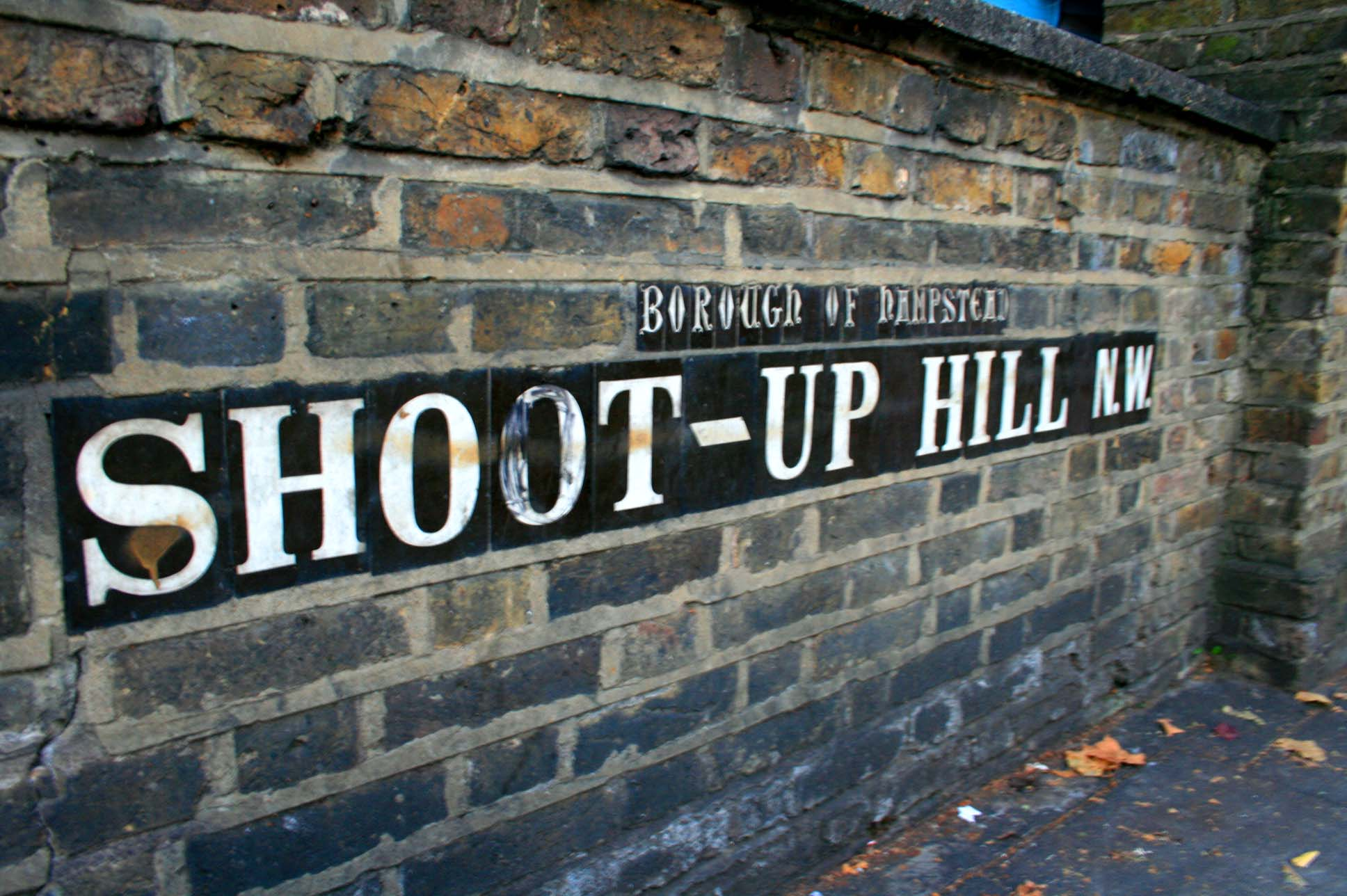
Shoot-up Hill, uno dei tanti nomi di Edgware Road.

La parte più meridionale di Edgware Road appartiene alla London Inner Ring Road e come tale è parte del confine della zona a traffico limitato di Londra. Tuttavia, quando la ZTL è stata ampliata nel febbraio 2007, la strada è stata classificata come uno dei "percorsi gratuiti" che consentono ai veicoli di attraversare la zona durante gli orari di funzionamento senza pagare il pedaggio.
La parte meridionale della strada tra Marble Arch e Maida Vale, celebre per i molti ristoranti di cucina mediorientale, bar aperti fino a tarda notte e shisha café, è nota ai londinesi con soprannomi come Piccola Cairo,   Piccola Beirut  e, soprattutto vicino a Camden, Piccola Cipro.  
Attraversando i vari quartieri, il nome della strada cambia più volte, diventando Maida Vale, Kilburn High Road e Shoot-Up Hill (a Kilburn), e Cricklewood Broadway (a Cricklewood), prima di tornare a chiamarsi ancora una volta Edgware Road, tranne che per alcuni tratti come West Hendon Broadway e Hyde. Lungo l'intero percorso mantiene la sua identità di strada A5 secondo lo schema di numerazione stradale della Gran Bretagna. La A5 prosegue oltre la fine di Edgware Road, seguendo l'antica strada romana per gran parte del suo percorso e terminando a Holyhead, nel Galles (un porto per l'Irlanda).

## Storia

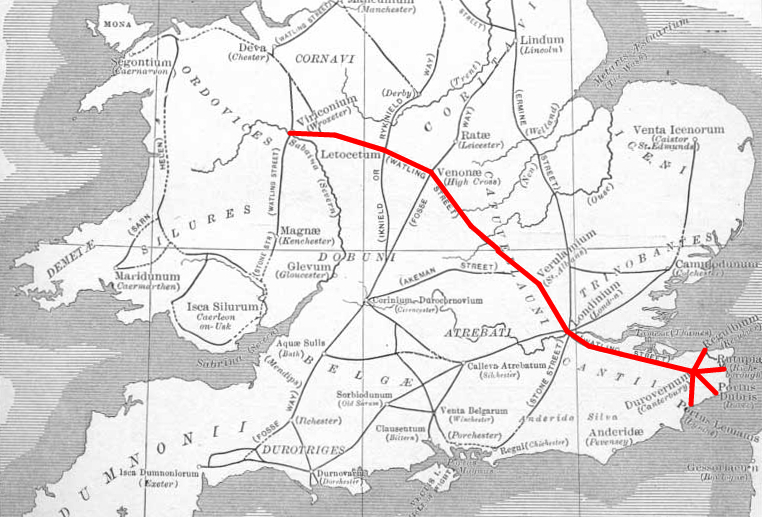
Britannia romana, con il percorso di Watling Street in rosso

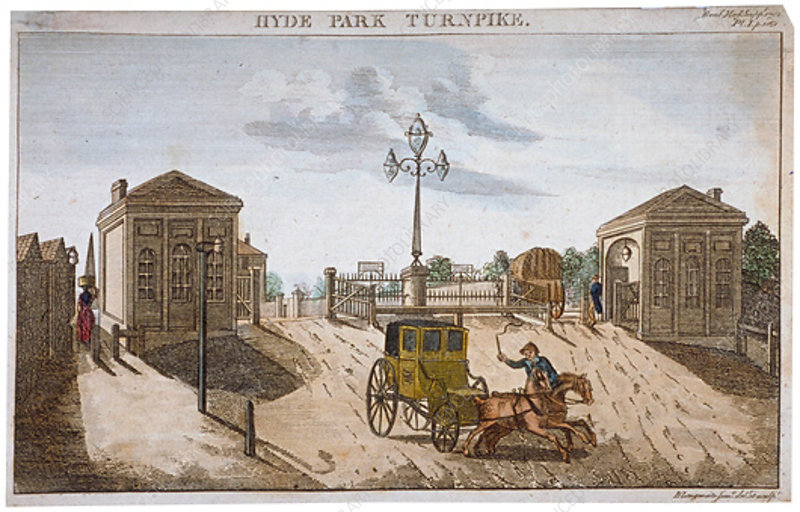
Posto di pedaggio di Hyde Park

Prima dei Romani l'odierna Edgware Road nacque come sentiero all'interno della Grande Foresta del Middlesex. Successivamente i romani incorporarono il tracciato in Watling Street.
Molti secoli dopo, la strada fu migliorata dall'Edgware-Kilburn Turnpike Trust nel 1711. Un certo numero di locande sul percorso fungevano da fermate per le carrozze, sebbene fossero abbastanza vicine al punto di partenza dei percorsi in carrozza da Londra.
Nel corso del XVIII secolo fu meta di migranti ugonotti. Nel 1811, Thomas Telford riprogettò quella che allora era conosciuta come una sezione della strada da Londra a Holyhead: il suo progetto è considerato una delle maggiori imprese dell'ingegneria pre-vittoriana. La riprogettazione di Telford avvenne solo un anno dopo l'apertura nell'area del primo ristorante indiano della Gran Bretagna.
L'area iniziò ad attrarre migranti arabi alla fine del XIX secolo nel corso di un periodo di crescita degli scambi commerciali con l'Impero Ottomano. La tendenza continuò con l’arrivo di egiziani e iracheni negli anni Cinquanta del XX secolo e aumentò notevolmente a partire dagli anni ’70 per continuare fino ai giorni nostri, quando eventi tra cui la guerra civile libanese e i disordini in Algeria fecero affluire nell'area un numero ancora maggiore di persone di ascendenza araba. Essi hanno creato l'attuale mix di bar e shisha café, che rendono la zona nota ai londinesi con soprannomi come "Piccola Cairo"   e "Piccola Beirut".  Questi shisha café sono stati duramente colpiti dall'applicazione del divieto di fumo in tutta l'Inghilterra nel 2007.
Una delle due stazioni della metropolitana lungo Edgware Road è stata uno dei luoghi degli attentati del 7 luglio 2005. Una bomba fu fatta esplodere su un treno in partenza dalla stazione della metropolitana che serve le linee Circle, District e Hammersmith & City e diretto alla stazione di Paddington. L'esplosione provocò la morte di sei persone oltre a quella dell'attentatore, Mohammed Siddique Khan, ritenuto l'organizzatore della serie di attentati. Nel primo anniversario degli attentati, presso la stazione è stata svelata una targa commemorativa in memoria delle vittime.

## Distretti e dintorni
Il nome "Edgware Road" viene utilizzato per riferirsi informalmente alla zona di Londra immediatamente a nord di Marble Arch. Il confine settentrionale del distretto è il cavalcavia Marylebone. 
I codici postali della zona sono W1, W2, NW1 e NW2.
La parte della strada tra Marble Arch e il cavalcavia Marylebone separa anche le aree di Marylebone e Bayswater.

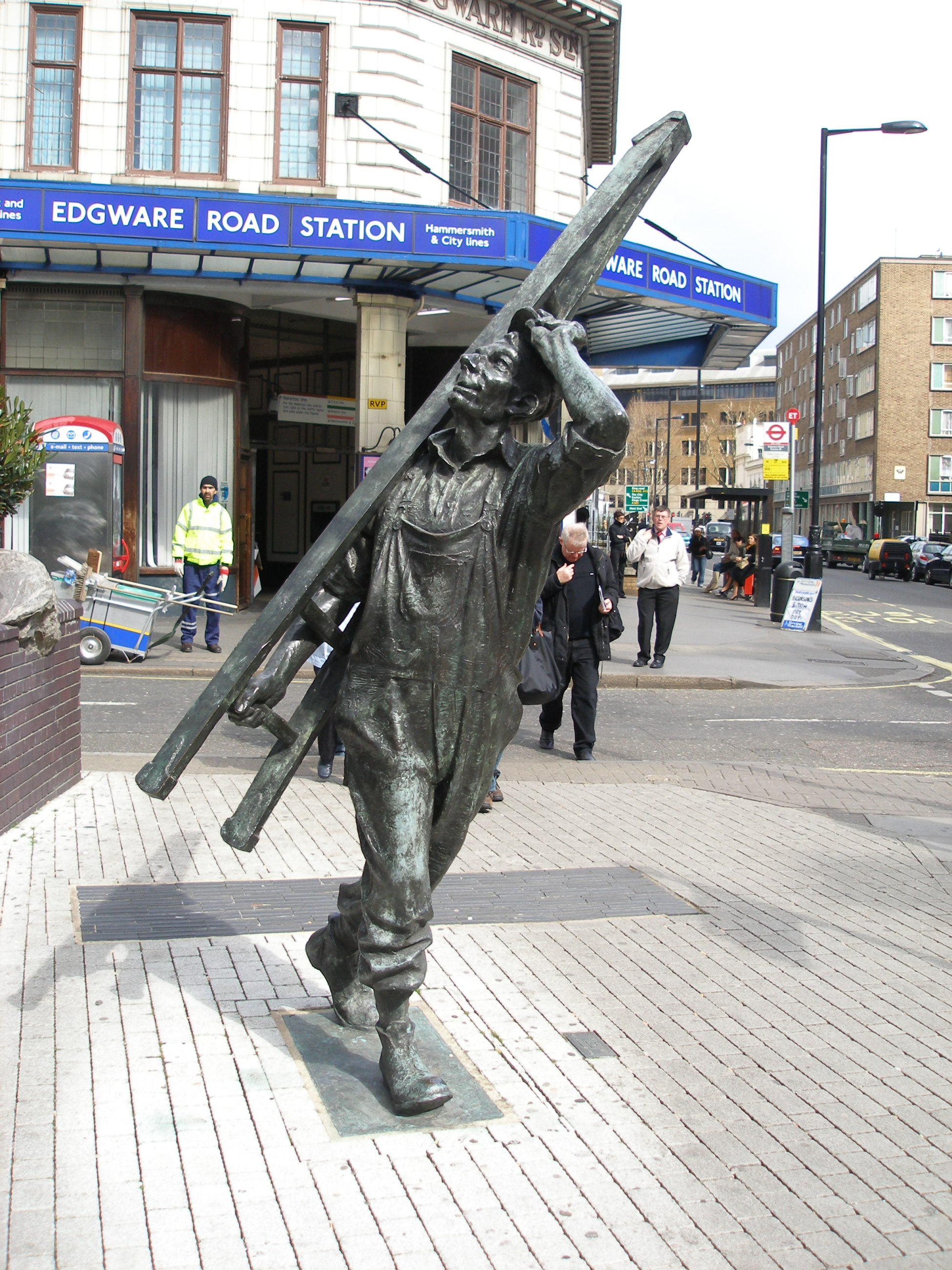
Scultura "Il pulitore di finestre" di Allan Sly, fuori dalla stazione della metropolitana di Edgware Road.

Le comunità provenienti da tutto il Medio Oriente e dal Nord Africa sono ben rappresentate a Edgware Road. 

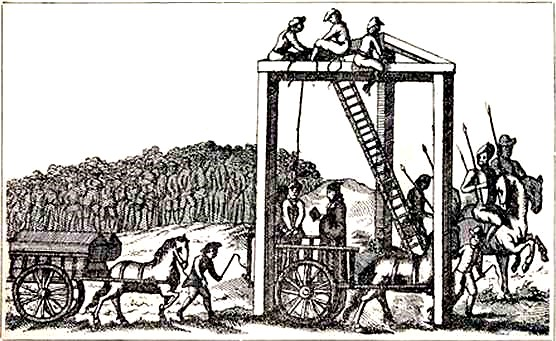
L'"Albero di Tyburn", in passato il principale luogo di esecuzioni a Londra

## Trasporti

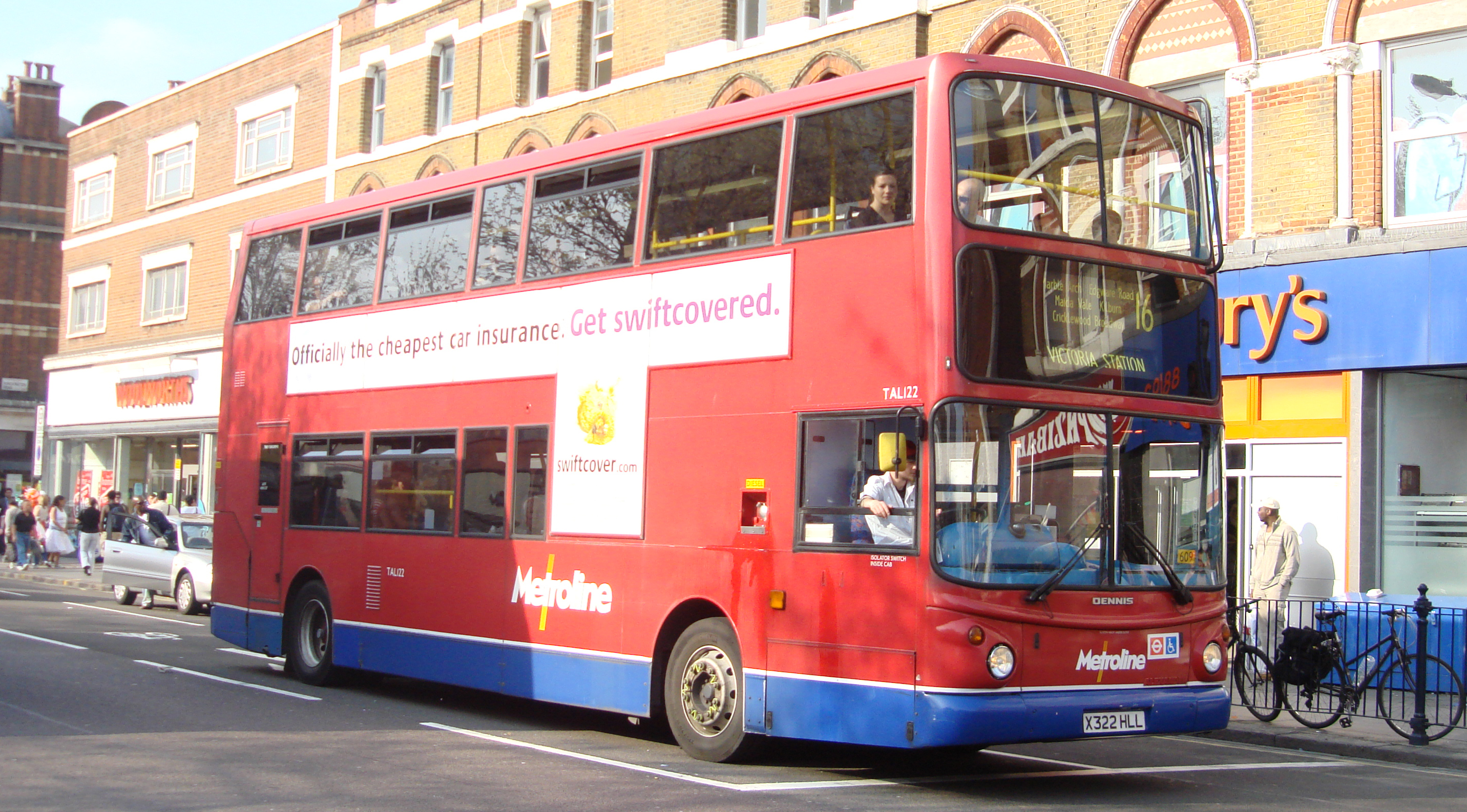
Un autobus numero 16

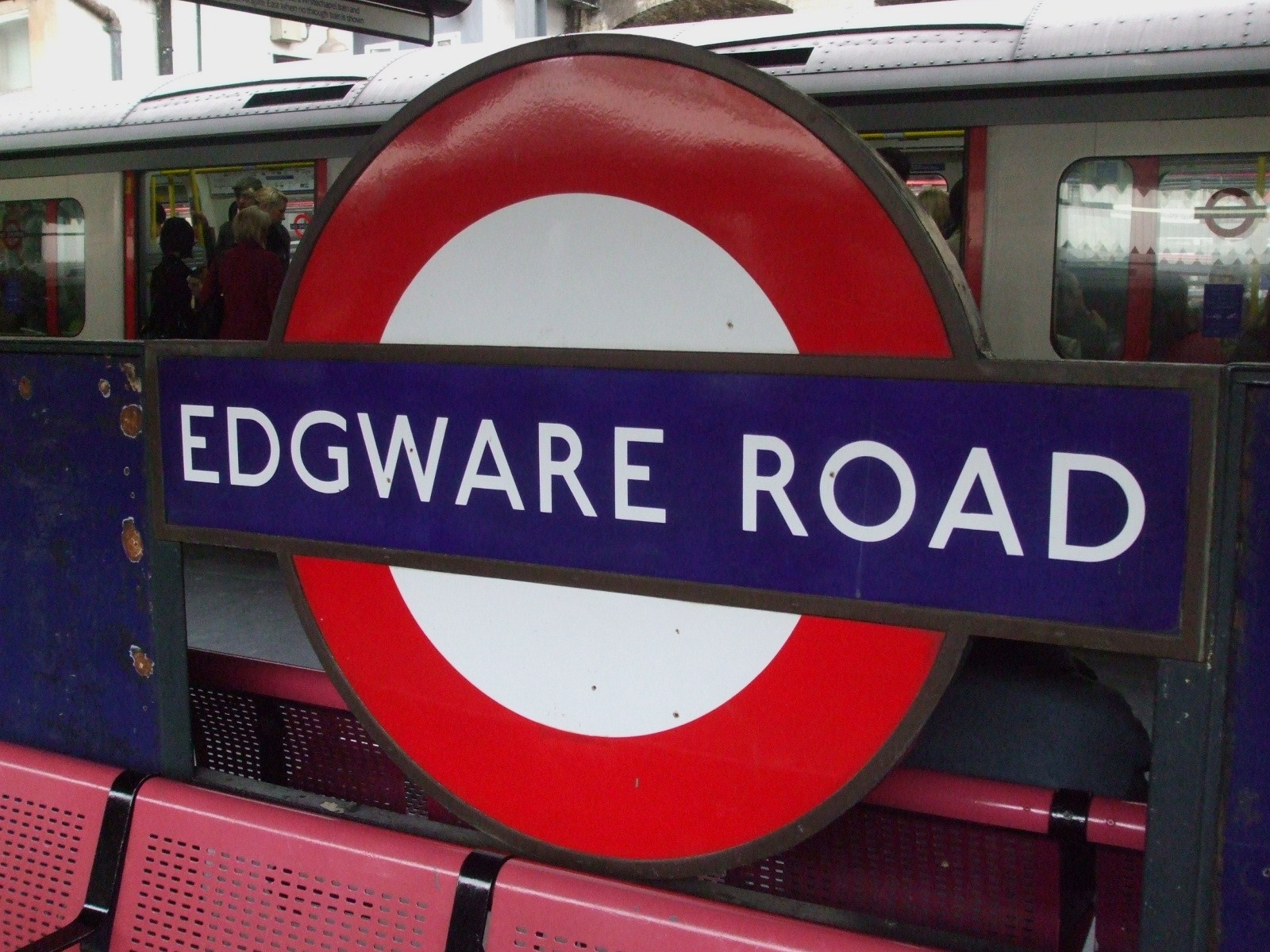
Una delle stazioni della metropolitana di Edgware Road

Edgware Road ha numerose linee di autobus ed è intersecata da diverse linee della metropolitana, lungo la strada o nelle vicinanze. In passato furono presentati vari progetti per costruire una linea ferroviaria sotterranea sotto Edgware Road, tra cui un piano per estendere la linea Bakerloo a nord fino a Cricklewood e l'insolita proposta di costruire un sistema di monorotaia sotterranea, ma questi progetti non hanno avuto successo. Oggi, gli autobus londinesi forniscono l'unico trasporto pubblico che percorra tutta la strada.

### Ferrovie nazionali
Stazioni ferroviarie principali e di superficie:
- Stazione di Marylebone (linea principale Chiltern)
- Stazione di Paddington (linea Great Western Main)
- Cricklewood (Linea principale Midland)
- Hendon (Linea principale Midland)
- Kilburn High Road (Linea Watford DC)
- Brondesbury (Linea Watford DC)

### Stazioni della Metropolitana di Londra
- Edgware Road (linea Bakerloo)
- Edgware Road (linee Circle, District e Hammersmith & City)
- Marble Arch (linea centrale )
- Marylebone (linea Bakerloo)
- Paddington (linee Bakerloo, Circle, District e Hammersmith & City)
- Kilburn (Linea Jubilee)
- Kilburn Park (Linea Bakerloo)

### Linee di autobus
L'autobus notturno N16 è l'unico a percorrere Edgware Road per l'intera lunghezza, dalla stazione Victoria a Edgware.
Numerose sono le linee di autobus diurne che operano su una lunghezza significativa di Edgware Road.